# Shusha
Shusha (en azerí: Şuşa) o Shushi (en armenio: Շուշի) es una localidad de la  República de Azerbaiyán.
Se encuentra a una altitud de 1420 m sobre el nivel del mar.
Según el orden "Sobre el establecimiento de días de las ciudades en los territorios de la República de Azerbaiyán liberados de la ocupación" firmado en julio de 2023 por el presidente de Azerbaiyán Ilham Alíyev cada año el 8 de noviembre se celebrará solemnemente como día de la ciudad de Shusha.

## Geografía
Shusha está a solo 10 kilómetros al sur de Khankendi, en la carretera A 317, que une a Khankendi (Stepanakert) con Goris (Armenia). La ciudad está ubicada en una meseta rocosa, a unos 1500 metros sobre el nivel del mar. Se encuentra a una altitud de 1420 m sobre el nivel del mar. 
Según la división territorial de Azerbaiyán, la ciudad es la capital del raión homónimo.

## Historia

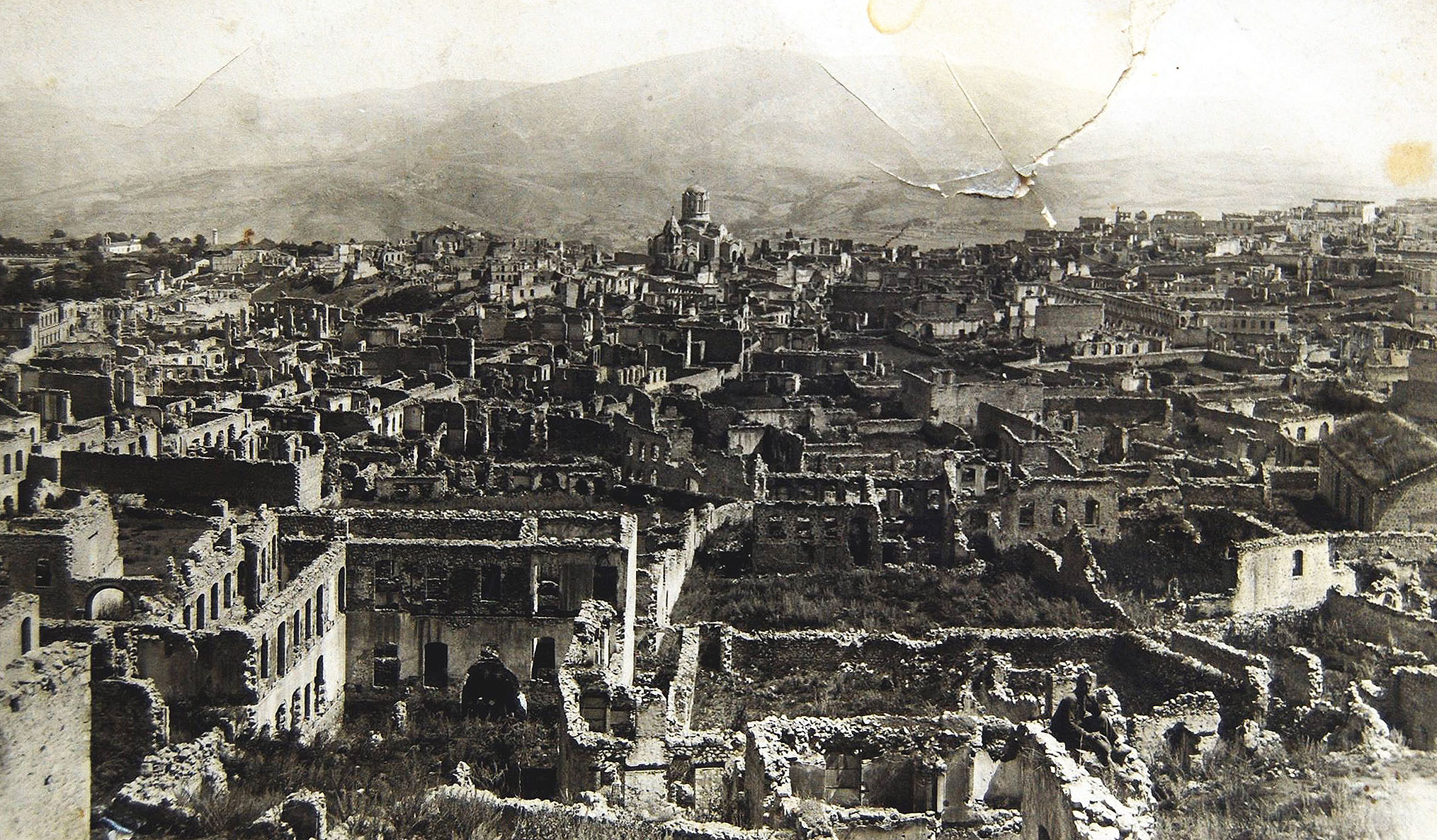
Destrozos en la ciudad en 1920 cometidos por los azeríes.

En 1920 tuvo lugar en la ciudad el pogromo de Shusha, durante la guerra armenio-azerí.
La ciudad era el principal enclave histórico de la República de Artsaj, autoproclamada  tras la caída de la Unión Soviética.
Shushá tenía una población de 17 000 habitantes, el 98 % de ellos azerbaiyanos (según el censo de la Unión Soviética, 1989).
La ciudad de Shusha fue ocupada por unidades militares armenias el 8 de mayo de 1992, durante la primera guerra del Alto Karabaj y permaneció bajo la administración de la república de Artsaj.
Shusha fue tomada por Azerbaiyán el 8 de noviembre de 2020, durante la segunda guerra del Alto Karabaj.
El 7 de mayo de 2021 el presidente de Azerbaiyán, Ilham Alíyev, declaró la ciudad de Shusha como la capital cultural de Azerbaiyán.

## Demografía
Según estimación de 2010 contaba con 20 177 habitantes.

## Ciudades hermanadas
- Gyöngyös (Hungría)[7]
- Kayseri (Turquía)[8]
- Turkestán (Kazajistán)[9]
- Erzurum  (Turquía)[10]
- Veliko Tarnovo (Bulgaria)[11]
- Jiva (Uzbekistán)[12]
- Novi Pazar (Serbia)[13]